# Challenger de Nottingham 2 2013
El Aegon Nottingham Challenge 2013 fue un torneo de tenis profesional que se jugó en pistas de hierba. Se trató de la tercera edición del torneo que forma parte del ATP Challenger Tour 2013 . Tuvo lugar en Nottingham , Reino Unido entre el 10 y el 16 de junio de 2013.

## Jugadores participantes del cuadro de individuales

### Cabezas de serie
| País                      | Jugador             | Rank1 | Favorito |
| Bandera de Rusia          | Alex Bogomolov, Jr. | 85    | 1        |
| Bandera de Argentina      | Martin Alund        | 100   | 2        |
| Bandera de Canadá         | Vasek Pospisil      | 103   | 3        |
| Bandera de Estados Unidos | Tim Smyczek         | 115   | 4        |
| Bandera de Estados Unidos | Jack Sock           | 118   | 5        |
| Bandera de Ucrania        | Illya Marchenko     | 120   | 6        |
| Bandera de Australia      | Matthew Ebden       | 122   | 7        |
| Bandera de Japón          | Go Soeda            | 124   | 8        |
| ------------------------- | ------------------- | ----- | -------- |

- 1 Se ha tomado en cuenta el ranking del día 27 de mayo de 2013.

### Otros participantes
Los siguientes jugadores recibieron una invitación (wild card), por lo tanto ingresan directamente al cuadro principal (WC):
- Daniel Smethurst
- Joshua Milton
- David Rice
- Richard Gabb

Los siguientes jugadores ingresan al cuadro principal tras disputar el cuadro clasificatorio (Q):
- Adrien Bossel
- Joshua Ward-Hibbert
- Brydan Klein
- George Coupland

## Campeones

### Individual Masculino
- Steve Johnson derrotó en la final a  Ruben Bemelmans 7–5, 7–5

### Dobles Masculino
- Sanchai Ratiwatana /  Sonchat Ratiwatana derrotaron en la final a  Purav Raja /  Divij Sharan por 7-6(5), 6(3)-7, [10-8].